# برساء إجاصية الأوراق
برساء إجاصية الأوراق (الاسم العلمي:Persea pyrifolia) هي نوع من النباتات يتبع جنس البرساء من الفصيلة الغارية.